# 弗拉基米尔·马雅可夫斯基
弗拉基米尔·弗拉基米罗维奇·马雅可夫斯基（俄语：（ⓘ）；1893年7月19日—1930年4月14日），苏联著名烏克蘭裔诗人。

## 生平
生于格鲁吉亚巴格達蒂的一個林务官家庭，父親是來自烏克蘭的哥薩克人而母親則是來自庫班的烏克蘭人。学生时期曾参加过俄国社会民主工党的地下活动。早期诗作带有未来主义色彩。十月革命后的《我们的进行曲》、《革命颂》等诗作歌颂了十月革命，呼吁艺术家同革命结合。1919年后参加《罗斯塔之窗》工作，写诗作画同反对派进行斗争。1924年列宁逝世后，发表长诗《列宁》，表達對其之深切哀悼。曾出访过法国、西班牙、墨西哥、美国等国家，写了《我发现美洲》、《百老汇》等国际题材的诗篇。还写有《臭虫》、《澡堂》等讽刺喜剧等作品。
与同时期另一位著名诗人谢尔盖·叶赛宁不睦。叶赛宁说马雅可夫斯基是“为了”什么而写诗，而自己则是“由于”什么而写诗。
1930年4月14日，因爱情失意及受有心人士毁谤等原因而开枪自杀。

## 死亡
1930年4月12日，马雅可夫斯基最后一次公开露面：他参加了人民委员会关于拟议的版权法的讨论会。1930年4月14日，他当时的情人，女演员维罗妮卡·波隆斯卡娅在离开公寓时，听到关着的门后传来一声枪响。她冲了进去，发现诗人躺在地板上，已经中弹身亡。手写的绝笔信上写着：“给你们大家。我死了，但不要责怪任何人，请不要八卦。死者非常不喜欢那种东西。母亲，姐妹，同志们，原谅我——这不是一个好方法（我不推荐给别人），但对我来说没有别的出路。莉莉——爱我。政府同志，我的家人包括莉莉·布里克，妈妈，我的姐妹，和维罗妮卡·维托洛夫娜·波隆斯卡娅。如果你们能为他们提供体面的生活，谢谢。把那首诗送给布里克斯。他们会整理出来的。”他的绝笔信中还有一部分《未完成的诗》。马雅可夫斯基的葬礼在1930年4月17日举行，约有15万人参加，这是苏联历史上第三大公众哀悼活动，仅次于哀悼弗拉基米尔·列宁和约瑟夫·斯大林。他安葬在莫斯科的新圣女公墓。

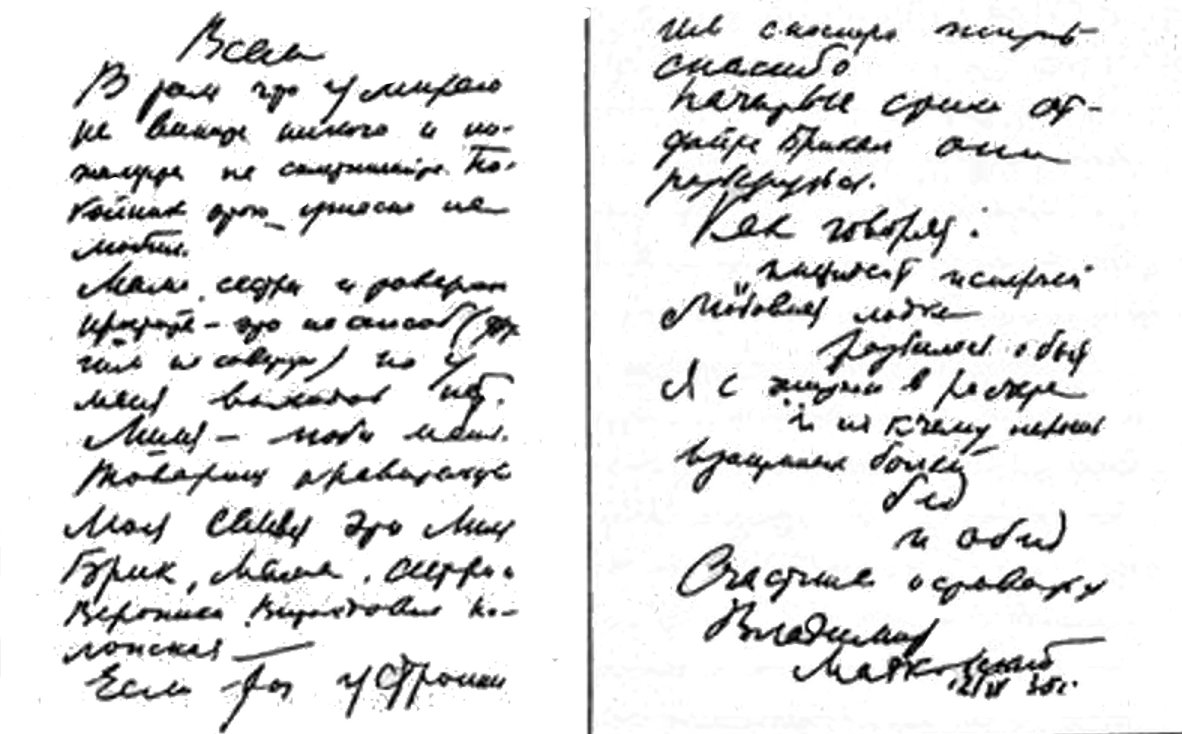
马雅可夫斯基的绝笔信

马雅可夫斯基是在与波隆斯卡娅发生争执后自杀，他与波隆斯卡娅的恋情短暂而不稳定。波隆斯卡娅爱上了这位诗人，但不愿离开她的丈夫，她是最后一个看到马雅可夫斯基活着的人。但是，正如莉莉娅·布里克在她的回忆录中所说，“自杀的想法就像他内心的慢性疾病， 和任何慢性病一样，病情恶化了，”据波隆斯卡娅说，马雅可夫斯基曾在4月13日提到自杀，当时两人在瓦伦丁·卡塔耶夫那里，她认为他试图在感情上敲诈她，但她拒绝相信他会做这样的事情。

马雅可夫斯基的死成为一个持久争议的问题。绝笔信似乎是在他死前两天写的。诗人去世后不久，莉莉娅和奥西普·布里克斯被匆忙送往国外。从他身上取出的子弹与他的手枪型号不符，他的邻居后来报告说，他们听到了两声枪响。十天后，调查这位诗人自杀的警官自己也被杀，引发了对马雅可夫斯基死亡真相的猜测。这种猜测往往暗指国家部门谋杀的嫌疑，特别是首先是赫鲁晓夫的去斯大林化，后来是开放政策和改革重组，苏联政治家试图削弱斯大林的声誉。据Chantal Sundaram说:
关于马雅可夫斯基遇害的谣言仍然广泛传播，这一事实表明，甚至迟至1991年底，还有人催促国家马雅科夫斯基博物馆委托专家，对博物馆中保存的死亡物证进行医学和犯罪学调查：照片、带有枪伤痕迹的衬衫、倒下的地毯以及绝笔信的真实性。[安德烈]科洛斯科夫提出的伪造的可能性，作为一种具有不同变体的理论一直存在。但详细的手写分析的结果发现，绝笔信无疑是马雅可夫斯基写的，还得出结论，证明了“令人不安的因素”在下手时刻的影响 ... ，其中最有可能的是与激动相关的心理生理状态。虽然调查结果并不令人惊讶，但这一事件表明，马雅可夫斯基与苏联当局的矛盾关系一直延续到矛盾时代，尽管他此时因政治顺从而遭到攻击和拒绝。
斯大林曾对此著名诗人高价评论：“马雅科夫斯基过去是，而且现在还是我们苏维埃时代最优秀，最有才华的诗人。”

## 備注
1. ↑  俄語羅馬化：Vladimir Vladimirovich Mayakovskiy，發音：[məjɪˈkofskʲɪj]
2. ↑  烏克蘭語羅馬化：Volodymyr Volodymyrovych Maiakovskyi